# Sitonong Bangun
Sitonong Bangun is een bestuurslaag in het regentschap Tapanuli Tengah van de provincie Noord-Sumatra, Indonesië. Sitonong Bangun telt 642 inwoners (volkstelling 2010).